# Catedral de Dmanisi
La catedral de Dmanisi de Theotokos (en georgiano: დმანისის ღვთისმშობლის სახელობის საკათედრო ტაძარი) conocida comúnmente como iglesia Dmanisi Sioni (en georgiano: დმანისის სიონი, dmanisis sioni) es una basílica medieval ubicada en el corazón del sitio histórico Dmanisi, una ciudad medieval en ruinas en la región de Kvemo Kartli, al sur de Georgia, encaramada en un promontorio en la confluencia de los ríos Mashavera y Pinezauri. La iglesia tiene una nave triple, un ábside prominentemente y un nártex ricamente adornado agregado a principios del siglo XIII. La iglesia Sioni es una iglesia ortodoxa georgiana en funcionamiento, renovada en 2009, y protegida por el estado como Monumento Cultural de Importancia Nacional.

## Historia
Siguiendo la tradición medieval georgiana de nombrar las iglesias según lugares particulares en Tierra Santa, la catedral de Dmanisi lleva el nombre del Monte Sion en Jerusalén. La iglesia fue datada entre el siglo VI al VII por académicos como Giorgi Chubinashvili, Levan Muskhelishvili y Vakhtang Beridze, pero la datación tradicional ha sido revisada recientemente por especialistas como E. Arjevanidze hasta el siglo IX. Sirvió como iglesia de la sede episcopal homónima hasta que la diócesis tuvo que ser disuelta. La sede fue restablecida en agosto de 2003. Según las crónicas georgianas medievales, Dmanisi sirvió como cementerio para el Rey Vakhtang III de Georgia, quien murió en 1308; la tumba no permanece en la actualidad. Más tarde, tanto la iglesia como su patio fueron utilizados como necrópolis por la familia de nobles Baratashvili y su rama, Orbeliani, desde el siglo XVI hasta el XVIII.

## Arquitectura

Ábside prominentemente al este de la catedral.

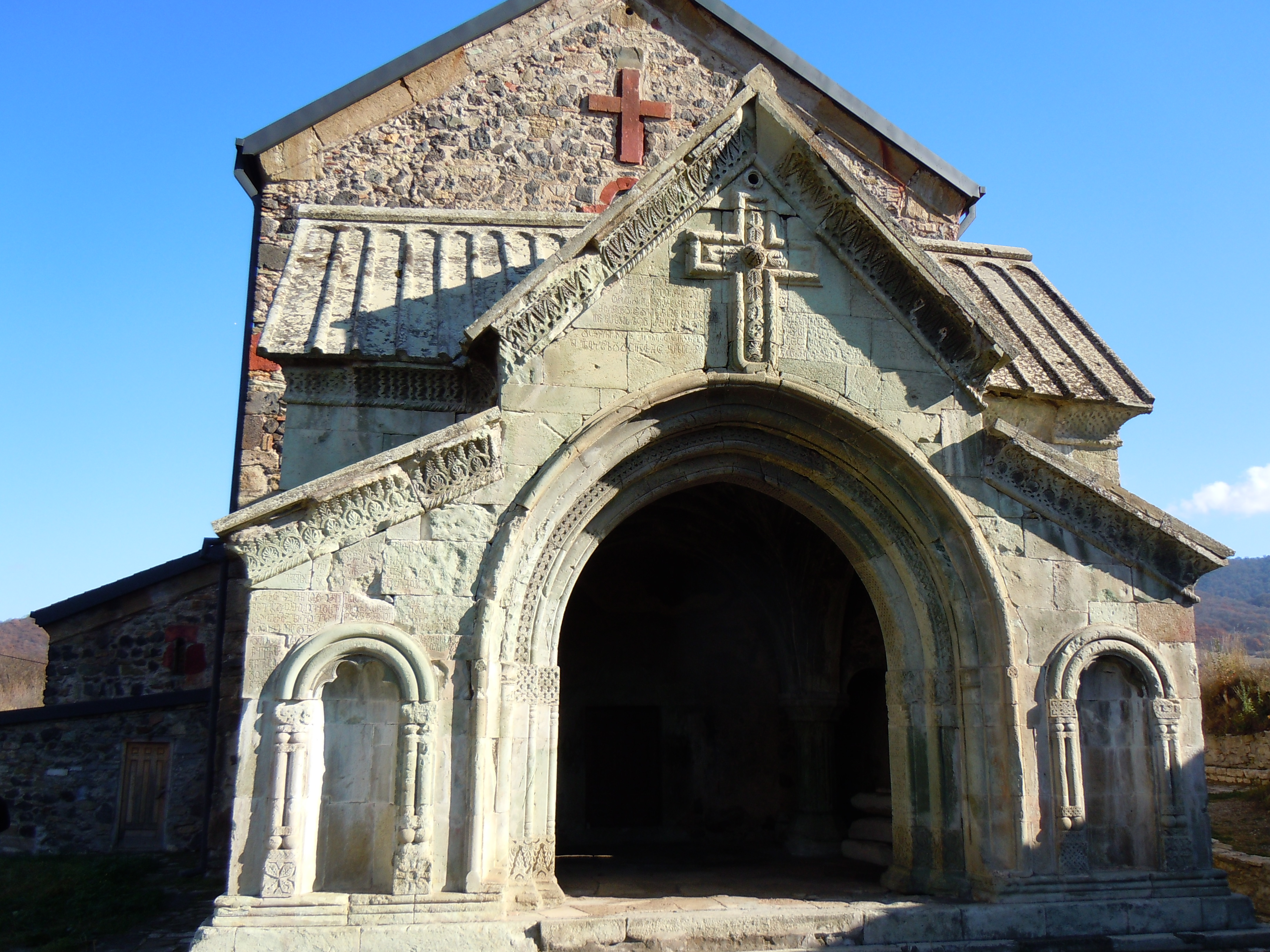
Nártex con inscripciones georgianas sobre la entrada.

La iglesia ha sido descrita, siguiendo la definición de Chubinashvili, como una basílica de «tres iglesias», es decir, un diseño georgiano peculiar en el que la nave está completamente separada de los pasillos con paredes sólidas, para crear lo que son casi tres iglesias independientes. Arjevanidze identifica el edificio como una iglesia de salón con el techo en pendiente.
La iglesia, sin adiciones posteriores y nártex, mide 23 × 11.5 m. Está formada por líneas de pequeñas piedras grisáceas, a veces bloques tallados regularmente, y cubierta con tejas planas de piedra. Como el edificio ha sido reconstruido a lo largo de la historia, solo la nave central conserva su forma arquitectónica original. Termina en un ábside saliente semicircular al este y exageradas pilastras en el interior del edificio crean bahías arqueadas en el medio. Los muros interiores alguna vez fueron completamente decorados con frescos; las representaciones de los Mandylion, santos e inscripciones gravemente dañadas del siglo XIII sobreviven en el ábside del altar; fragmentos de un retrato real y dos escenas del día del juicio final son visibles en las pilastras del noreste y noroeste, respectivamente. Una pequeña losa en la pared sur del altar lleva una talla en relieve, que representa a dos laicos de pie, con una cruz pedestalada en medio. Dos anexos laterales, en el sur y el norte, respectivamente, son estructuras de los siglos IX-X, que contienen una sacristía y prótesis, ambas con ábsides.
En algún momento entre 1213 y 1222, durante el reinado de Jorge IV de Georgia, se agregó un nártex en el extremo occidental de la basílica. El nártex está ricamente adornado con grabados en piedra ornamentales en relieve y cubierto con una bóveda, sostenido por cuatro pilares y arcos; sus tres fachadas, columnas y arcos se enfrentan con losas de piedra verde claro talladas suavemente. Al norte de la iglesia se encuentra un campanario rectangular, remodelado varias veces. Más al norte, hay una pequeña iglesia de una sola nave dedicada a Santa Marina, reconstruida en 1702 por Isakhar, cuidador de la princesa Mariam de Kartli.
El nártex lleva tres inscripciones en georgiano medieval asomtavruli. Uno, en la fachada occidental, menciona al rey Jorge IV y al obispo Teodosio, un ktetor; el otro, también en la fachada occidental, menciona al hijo de Jorge IV David VII y relata que el obispo de Dmanisi abolió una ley local que requería pagar por el rito matrimonial. La tercera inscripción, en la columna interior del sudeste, conmemora a cierto Apridon, que había donado 30 dirhams a la construcción.